# Іваннівська сільська рада
Іваннівська сільська́ ра́да — колишній орган місцевого самоврядування в Дубенському районі Рівненської області. Адміністративний центр — село Іваннє.

## Загальні відомості
- Іваннівська сільська рада утворена в 1939 році.
- Територія ради: 47,873 км²
- Населення ради: 1 936 осіб (станом на 2001 рік)
- Територією ради протікає річка Іква.

## Населені пункти
Сільській раді були підпорядковані населені пункти:
- с. Іваннє
- с. Бортниця
- с. Зелене
- с. Кліщиха
- с. Кривуха
- с. Лебедянка

## Склад ради
Рада складалася з 16 депутатів та голови.
- Голова ради: Бирук Світлана Олександрівна

### Керівний склад попередніх скликань
| Прізвище, ім'я, по батькові  | Основні відомості                                                                           | Дата обрання | Дата звільнення |
| ---------------------------- | ------------------------------------------------------------------------------------------- | ------------ | --------------- |
| Бирук Світлана Олександрівна | Сільський голова, 1957 року народження, освіта вища, Всеукраїнське об'єднання «Батьківщина» | 26.03.2006   | 31.10.2010      |
| Бирук Світлана Олександрівна | Сільський голова, 1957 року народження, освіта вища, Всеукраїнське об'єднання «Батьківщина» | 31.10.2010   |                 |

Примітка: таблиця складена за даними сайту Верховної Ради України